# Бабенко Сергій Павлович
Сергі́й Па́влович Бабе́нко — капітан Збройних сил України, командир роти, 79-та окрема аеромобільна бригада, учасник російсько-української війни.

## Нагороди
15 липня 2014 року — за особисту мужність і героїзм, виявлені у захисті державного суверенітету та територіальної цілісності України, вірність військовій присязі під час російсько-української війни, відзначений — нагороджений орденом «За мужність» III ступеня — за мужність під час бою 3 червня поблизу населеного пункту Хрестище Слов'янського району Донецької області.